# Семенов Євген Петрович
Євген Петрович Семенов (фр. Eugène Séménoff, справжнє ім'я Соломон Мойсейович Коган; 9 липня 1861, колонія Грослібенталь, Одеський повіт, Херсонська губернія — 1944, Париж, Франція) — російський журналіст і політичний діяч. Народоволець.

## Життєпис
Шлиома-Зельман-Соломон Мойсейович Коган народився 1861 року під Одесою. Навчався у 2-й одеській гімназії, закінчив 1-й курс юридичного факультету Новоросійського університету в Одесі. Не закінчив курсу, оскільки 1882 року був заарештований за звинуваченням у причетності до діяльності Народної волі.
1882 року випущений на поруки, втік і емігрував за кордон, де прожив до 1907. Співпрацював з деякими закордонними виданнями. У 1988—1989 рр. редагував разом з Турським у Женеві журнал «Свобода», під псевдонімом С. Княжнін; також під псевдонімами Семеновський і Сімановський, зупинившись на Є. П. Семенові.
Видавав, разом з Еспером Олександровичем Серебряковим, журнал «Напередодні» (рос. Накануне) [Лондон, 1899-лютий 1902 р.; № 1-37]. Дружина, від 1885 р. — Дора Соломонівна Тетельман (1860, Одеса — ?), емігрантка. Сестра Ріни Соломонівни Тетельман (у шлюбі Серебрякової, 1862, Одеса — 1942) дружини Е. О. Серебрякова, і, в другому шлюбі, П. М. Філонова. У ранній молодості вступила в організацію «Народна воля» та понад двадцять років провела в еміграції, беручи участь у видавничій діяльності чоловіка.
Під псевдонімом Nesvoy вів російський відділ у паризькому щотижневому журналі «Européen», заснованому фінами «для боротьби з режимом Плеве і Бобрикова». Був паризьким кореспондентом «Нашого Життя», «Товариша» від самого заснування газети до її закриття. Писав у різних журналах Франції, Бельгії та Америки. Був постійним співробітником французьких газет і журналів: «Меркюр де Франс», де вів російський відділ; «Censeur», де друкував «Портрети російських діячів»; «Messidor». У Парижі видав такі твори французькою мовою.: про Пушкіна (1899), популярна «Російська граматика для середніх навчальних закладів» (1892), «Етюд про Горького» (L'Annociateur de la tempête); кілька перекладів: Le Marriage Mixte, «На дні» Горького; «Міщани» Горького (у співпраці з Є. Смирновим).
Опублікував у Франції книгу про єврейські погроми в Росії (фр. Une page de la contre-révolution russe (les pogromes); 1905), яка вийшла з передмовою Анатоля Франса, і французький переклад «Пісні про буревісника» Максима Горького з доданням нарису життя і творчості письменника (фр. L'annonciateur de la tempête; 1905, друге видання 1921). Працював у пацифістських організаціях, обіймав посаду генерального секретаря в Лізі роззброєння. Спільно з князем П. Д. Долгоруковим і М. М. Ковалевським організовував перші антивоєнні рухи в Росії. Читав лекції про російську та французьку літературу.
1912 року повернувся в Росію.
Опублікував в Росії мемуарну книгу «В країні вигнання (З блокнота кореспондента)» (рос. В стране изгнания (Из записной книжки корреспондента)) (СПб., 1912). Друкувався в «Спільній справі» (рос. Общее дело), «Нашому житті» (рос. Наша жизнь), редактор «Свободи», редактор-видавець газети «Напередодні» (рос. Накануне), друкувався в «Мові» (рос. Речь), «Російському слові», «Дні», «Europeen» та інших виданнях.
У пореволюційні роки був втягнутий в історію з «документами Сіссона», що компрометують керівництво партії більшовиків як утримуване німецьким урядом (пізніші дослідники вважають ці документи фальшивкою): за посередництва Семенова ці документи придбав американський посланник Сіссон у журналіста Фердинанда Оссендовського, який, ймовірно, їх і виготовив.
1920 року знову емігрував до Франції.
Виступав у Парижі з антирадянськими лекціями, надрукував публіцистичні брошури «За і проти. Стосунки Франції з російськими Радами» (фр. Pour et Contre. Les Relations de la France avec les Soviets Russes; 1923) і «Сигнал небезпеки: франко-російські заощадження і російські банки після більшовицького перевороту» (фр. Un cri d'alarme: épargne franco-russe et banques russes depuis le coup d'état bolcheviste; 1926).
1933 року опублікував книгу «Стражденне життя Івана Тургенєва» (фр. La vie douloureuse d'Ivan Tourguéneff), до складу якої включено деякі раніше не видавані листи письменника.

## Твори
- Семенов Е. Начало Корниловского движения // Русская неделя: журнал политики, литературы и искусства. 1925. 28 червня. № 1.